# Eleccions legislatives islandeses de 2016
Les eleccions parlamentàries d'Islàndia del 2016 es van celebrar el 29 d'octubre del mateix any de manera anticipada per renovar els 63 diputats de l'Alþingi, el parlament islandès.

## Antecedents
Amb motiu de l'esclat del l'escàndol dels Papers de Panamà, el primer ministre Sigmundur Davíð Gunnlaugsson es va veure directament afectat i va presentar la seva dimissió el 5 d'abril de 2016. Sigurður Ingi Jóhannsson el substitueix com a primer ministre i anuncia que el govern té intenció de convocar eleccions a la tardor. Finalment, el dia 11 d'agost es convoquen eleccions pel 29 d'octubre.

## Sistema electoral
L'elecció es va realitzar mitjançant sufragi universal entre els habitants amb nacionalitat islandesa majors de 18 anys.
Dels 63 diputats de l'Alþingi, 54 van ser escollits en circumscripcions plurinominals mitjançant representació proporcional amb llistes desbloquejades. Els altres 9 escons eren compensatoris entre els partits que superessin el 5% dels vots vàlids.
A les llistes presentades pels partits se'ls hi assigna una lletra de l'alfabet llatí, que és la que acaba prenent cada partit com a acrònim i la que acaba sortint a les paperetes. La lletra utilitzada és la mateixa en totes les circumscripcions a les quals es presenti un partit, i els partits la solen mantenir elecció rere elecció, amb rares excepcions.

## Resultats
| Partit                | Partit                     | Partit               | Vots    | %     | Escons  | +/– |
| --------------------- | -------------------------- | -------------------- | ------- | ----- | ------- | --- |
|                       | Partit de la Independència | D                    | 54.990  | 29,00 | 21 / 63 | 2   |
|                       | Moviment d'Esquerra-Verd   | V                    | 30.166  | 15,91 | 10 / 63 | 3   |
|                       | Partit Pirata              | P                    | 27.449  | 14,48 | 10 / 63 | 7   |
|                       | Partit Progressista        | B                    | 21.791  | 11,49 | 8 / 63  | 11  |
|                       | Viðreisn                   | C                    | 19.870  | 10,48 | 7 / 63  | Nou |
|                       | Futur Brillant             | A                    | 13.578  | 7,16  | 4 / 63  | 2   |
|                       | Aliança Socialdemòcrata    | S                    | 10.893  | 5,74  | 3 / 63  | 6   |
|                       | Partit del Poble           | F                    | 6.707   | 3,54  | 0 / 63  | Nou |
|                       | Albada                     | T                    | 3.275   | 1,73  | 0 / 63  | =   |
|                       | Front Popular d'Islàndia   | R                    | 575     | 0,30  | 0 / 63  | =   |
|                       | Front Nacional Islandès    | E                    | 303     | 0,16  | 0 / 63  | Nou |
|                       | Partit Humanista           | H                    | 33      | 0,02  | 0 / 63  | =   |
| Vots en blanc i nuls  | Vots en blanc i nuls       | Vots en blanc i nuls | 5.574   | –     | –       | –   |
| Total                 | Total                      | Total                | 195.204 | 100   | 63      | 0   |
| Cens/Participació     | Cens/Participació          | Cens/Participació    | 246.511 | 79,19 | –       | –   |
| Font: Iceland Monitor |                            |                      |         |       |         |     |

## Formació de govern
Després de les eleccions ni els partits del govern sortint ni els partits de l'oposició de centre-esquerra va aconseguir cap majoria a l'Alþingi. El líder del Partit de la Independència, Bjarni Benediktsson, va dir després de les eleccions que preferia fer una coalició de govern formada per tres partits, sense especificar quins.
El 2 de novembre, el president d'Islàndia, Guðni Th. Jóhannesson, va manar formar govern a Benediktsson, líder del partit guanyador. Després de converses amb Futur Brillant i Viðreisn, finalment no es va produir cap acord i el 17 de novembre, Jóhannesson va demanar a Katrín Jakobsdóttir, líder del Moviment d'Esquerra-Verd que intentés formar govern. Va mantenir converses amb totes les forces de l'oposició, però tampoc va ensortir-se'n.
Finalment, el 2 de gener del 2017 es van reprendre les converses entre el Partit de la Independència, Futur Brillant i Viðreisn, que van acabar tancant un pacte de coalició de govern el 10 de gener. L'endemà Bjarni Benediktsson va ser proclamat primer ministre d'Islàndia.